# ハインリヒ・フリードリヒ・オットー・アベル
ハインリヒ・フリードリヒ・オットー・アベル（Heinrich Friedrich Otto Abel、1824年1月22日– 1854年10月28日）はドイツの歴史家であった。

## 出版物
- MakedonienvorKönigPhilipp 、ライプツィヒ、1847年
- Das neue deutsche Reich und sein Kaiser 、1848
- KönigPhilippderHohenstaufe 、1852年
- DiepolitischeBedeutungKölnsamEndedes12。 Jahrhunderts 、1852
- Die deutschen Personennamen 、1853
- Theodat、KönigderOstgoten 、シュトゥットガルト、1855
- Kaiser OttoIVundKönigFriderichII 、ベルリン、死後1856年